# Нур-Эурдал
Нур-Эурдал (норв. Nord-Aurdal) — коммуна в губернии Оппланн в Норвегии. Административный центр коммуны — город Фагернес. Официальный язык коммуны — нейтральный. Население коммуны на 2007 год составляло 6436 чел. Площадь коммуны Нур-Эурдал — 906,54 км², код-идентификатор — 0542.

## История населения коммуны
Население коммуны за последние 60 лет.

Статистика коммуны Нур-Эурдал